# Ripley (Missisipi)
Ripley – miasto w Stanach Zjednoczonych, w stanie Missisipi, siedziba administracyjna hrabstwa Tippah.